# 争取第四国际革命工人联盟
争取第四国际革命工人联盟（西班牙語：Liga Obrera Revolucionaria por la Cuarta Internacional）是玻利维亚的一个托洛茨基主义组织。该组织成立于1999年。该组织反对埃沃·莫拉莱斯政府，批评它建设“安第斯资本主义”的主张。该组织的意识形态是共产主义、马克思主义、托洛茨基主义。该组织的政治立场是极左翼。该组织的青年翼是“十月革命学生潮流”。该组织出版刊物《工人消息》。该组织是托洛茨基主义派—第四国际的支部。